# Грмовлє
Грмовлє (словен. Grmovlje) — поселення в общині Шкоцян, регіон Південно-Східна Словенія, Словенія.